# Batalla de Oak Grove

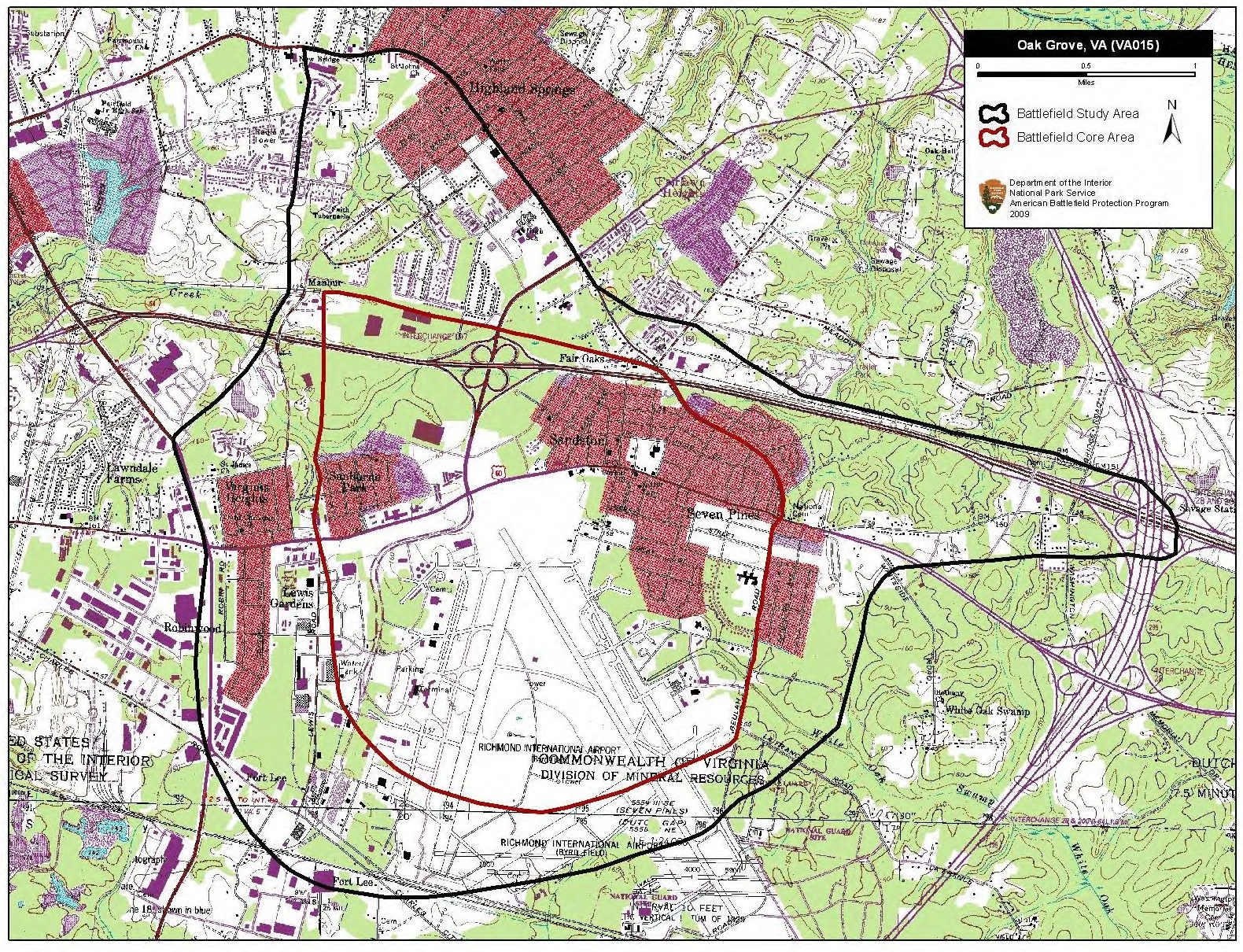
Mapa del lugar de la batalla, por la American Battlefield Protection Program

La Batalla de Oak Grove, también conocida como la batalla de French's Field o King's School House, tuvo lugar el 25 de junio de 1862, en el Condado de Henrico, Virginia, la primera de las Batallas de los Siete Días (Campaña de la Península) de la guerra civil estadounidense. El General de División George B. McClellan avanzó sus líneas con el objetivo de poner a Richmond al alcance de sus cañones de asedio. Dos divisiones de la Unión del III Cuerpo atacaron a través de las cabeceras de White Oak Swamp, pero fueron rechazadas por la división confederada del Mayor General Benjamin Huger. McClellan, que estaba a 3 millas (4,8 km) en la retaguardia, inicialmente telegrafió para cancelar el ataque, pero ordenó otro ataque sobre el mismo terreno cuando llegó al frente. La oscuridad detuvo la lucha. Las tropas de la Unión sólo ganaron 600 yardas (550 m), a un costo de más de mil bajas en ambos bandos.

## Antecedentes
Artículos principales: Batallas de los Siete Días y Campaña de la Península
Después del estancamiento en la batalla de Seven Pines el 31 de mayo y el 1 de junio de 1862, el Ejército del Potomac de McClellan se sentó pasivamente en sus posiciones alrededor de Richmond. El nuevo comandante del Ejército de Virginia del Norte, el general Robert E. Lee, utilizó las siguientes tres semanas y media para reorganizar su ejército, ampliar sus líneas defensivas y planificar operaciones ofensivas contra el ejército más grande de McClellan. McClellan recibió información de que Lee estaba preparado para moverse y que la llegada del General Thomas J. "Stonewall" Jackson desde valle de Shenandoah era inminente.
McClellan decidió reanudar la ofensiva antes de que Lee pudiera hacerlo. Anticipándose a los refuerzos de Jackson que marchaban desde el norte, aumentó las patrullas de caballería en las probables rutas de aproximación. Quería avanzar su artillería de asedio una milla y media más cerca de la ciudad, tomando el terreno elevado de Nine Mile Road alrededor de Old Tavern. En preparación para ello, planeó un ataque contra Oak Grove, al sur de Old Tavern y el ferrocarril Richmond y York River, que colocaría a sus hombres a atacar Old Tavern desde dos direcciones. Conocido localmente por un lugar de robles altos, Oak Grove fue el sitio del asalto del General de División D.H. Hill a Seven Pines el 31 de mayo y había visto numerosos enfrentamientos entre escaramuzadores desde entonces.
El ataque se planeó para avanzar hacia el oeste, a lo largo del eje de la carretera de Williamsburg, en dirección a Richmond. Entre los dos ejércitos había un pequeño y denso bosque de 1.100 m de ancho, dividido por las cabeceras de White Oak Swamp. Dos divisiones del III Cuerpo fueron seleccionadas para el asalto, comandadas por los generales de brigada Joseph Hooker y Philip Kearny. Frente a ellos estaba la división del general de división confederado Benjamin Huger.

## La batalla
A las 8:30 a. m., el 25 de junio, tres brigadas de la Unión salieron en línea de batalla ordenada. De derecha a izquierda, fueron comandados por el General de Brigada Daniel E. Sickles (Brigada Excelsior), el General de Brigada Cuvier Grover, ambos de la división de Hooker, y el General de Brigada John C. Robinson de la división de Kearny. Aunque Robinson y Grover hicieron un buen progreso a la izquierda y en el centro, los neoyorquinos de Sickles encontraron dificultades para moverse a través de sus defensas, luego a través de las porciones superiores del pantano, y finalmente se encontraron con una fuerte resistencia confederada, todo lo cual sacó la línea federal fuera de alineación. Huger se aprovechó de la confusión lanzando un contraataque con la brigada del General Ambrose R. Wright contra la brigada de Grover.
Para aumentar la confusión, uno de los regimientos de Wright en Georgia usaba uniformes rojos de zuavo. Muchos de los hombres de Grover creían que sólo el Ejército de la Unión tenía unidades de zuavos, por lo que eran reacios a disparar contra sus propios hombres. Cuando finalmente se dieron cuenta de que las tropas de la Unión no se acercarían desde la dirección de Richmond, abrieron fuego. En un momento crucial de la batalla, la 26.ª brigada de Carolina del Norte del General de Brigada Robert Ransom, en su primer combate, realizó una volea perfectamente sincronizada de fuego de rifles contra la brigada de Sickles, rompiendo su ataque ya retrasado y enviando al 71° de Nueva York a una retirada en pánico, lo que Sickles describió como una "confusión vergonzosa".
Informado de la marcha atrás de Sickles, el comandante del cuerpo Heintzelman ordenó que se enviaran refuerzos hacia adelante y también notificó al comandante del ejército McClellan, quien estaba tratando de manejar la batalla por telégrafo desde una distancia de 3 millas (4,8 km). McClellan, sin conocer la mayoría de los detalles del compromiso, se alarmó y a las 10:30 a. m. ordenó a sus hombres que se retiraran a sus atrincheramientos, una orden que desconcertó a sus subordinados en la escena. Telegrafió que llegaría al frente en persona, lo que causó una pausa de 2,5 horas en la acción. A la una de la tarde, viendo que la situación no era tan mala como él temía, McClellan ordenó a sus hombres que retomaran el terreno por el que ya habían luchado una vez ese día. La lucha duró hasta el anochecer.

## Repercusiones
Esta batalla menor fue la única acción táctica ofensiva de McClellan contra Richmond. Su ataque sólo ganó 600 yardas (550 m) a un costo de más de 1.000 bajas en ambos bandos y no fue lo suficientemente fuerte como para alterar la ofensiva planeada por Robert E. Lee, que ya había sido puesta en marcha. Al día siguiente, Lee tomó la iniciativa atacando en Beaver Dam Creek al norte del río Chickahominy, cerca de Mechanicsville, la primera gran batalla de los Siete Días, y el comienzo de una retirada estratégica del Ejército de la Unión.